# Gymnocoleopsis cylindriformis
Gymnocoleopsis cylindriformis là một loài rêu tản trong họ Jungermanniaceae. Loài này được (Mitt.) R.M. Schust. miêu tả khoa học lần đầu tiên năm 1995.